# Port lotniczy Chabelley
Port lotniczy Chabelley (ang. Chabelley Airport) – port lotniczy w Dżibuti. Znajduje się w miejscowości Chabelley.